# 焦沃
焦沃（義大利語：Giovo），是意大利特伦托自治省的一个市镇。总面积20.79平方公里，人口2477人，人口密度119.1人/平方公里（2009年）。ISTAT代码为022092。

## 知名人物
帕盧迪焦沃（Palù di Giovo）的村莊是多名職業單車運動員的家鄉：
- 弗朗西斯科·莫斯
- 吉爾伯托·西蒙尼（英语：Gilberto Simoni）
- 莫雷諾·莫斯（英语：Moreno Moser）